# Distocercospora pachyderma
Distocercospora pachyderma är en svampart som först beskrevs av Syd. & P. Syd., och fick sitt nu gällande namn av N. Pons & B. Sutton 1988. Distocercospora pachyderma ingår i släktet Distocercospora och familjen Mycosphaerellaceae.   Inga underarter finns listade i Catalogue of Life.